# Galeosoma hirsutum
Espèce
Galeosoma hirsutum est une espèce d'araignées mygalomorphes de la famille des Idiopidae.

## Distribution
Cette espèce est endémique du Gauteng en Afrique du Sud,.

## Description
La femelle holotype mesure 20,5 mm.

## Publication originale
- Hewitt, 1916 : Descriptions of new South African spiders. Annals of the Transvaal Museum, vol. 5, no 3, p. 180-213 (texte intégral).